# Sala Palatului
La Sala Palatului (en català: la Sala del Palau) és una sala de reunions i conferències i una sala de concerts immediatament darrere del Museu Nacional d'Art de Romania, l'antic palau reial al cor de la ciutat, que era el palau reial dels Reis de Romania fins a l'any 1947. Va ser construït entre 1959 i 1960, durant l'època comunista, com a part d'un conjunt arquitectònic que inclou 9 edificis més, anomenat Piața Sălii Palatului (la plaça de la Sala del Palau). Al llarg del temps, ha acollit diverses conferències com la Comissió Econòmica per a Europa de les Nacions Unides, la Conferència Mundial de Població, el Congrés Mundial de l'Energia o el Congrés Mundial de la Creu Roja.
La sala principal té una capacitat per sobre de 4.000 persones. A més, el vestíbul de l'auditori té una superfície de 2.000 m 2 i s'utilitza com a espai expositiu. També hi ha vuit petites sales de conferències per a reunions d'entre 20 i 100 persones.

## Història
La Sala Palatului va ser construïda l'any entre els anys 1959 i 1960, en plena època comunista de Romania. Construït utilitzant un estil de tipus majestuós i desproporcionat la Sala Palatului estava concebut per ser la seu dels diferents organismes comunistes com el Congrés de la Joventut romanesa entre d'altres, però sobretot els congressos del Partidul Comunist Român, el darrer Congrés d'aquest partit es va celebrar al novembre de 1989 on Nicolae Ceausescu va ser reelegit com a Secretari General del PCR. L'estètica de la sala principal, així com la seva estètica va estar concebuda per fer d'aquests congressos un espectacle impressionant per reafirmar la fortalesa del PCR i l'autoritat del seu líder, Ceausescu, tant a dins com a fora de Romania. Així al llarg del congressos del PCR era normal veure com els aproximadament 4100 congressistes aplaudien repetidament i de forma ordenada mentre cridaven: Ceausescu! PCR!. Això va fer que la Sala Palatului esdevingués un dels símbols del règim comunista. A més els discursos del dictador romanès pronunciats des de la tribuna a la Sala Palatului arribaven a tot el país contínuament i sovint eren l'únic que la Televisió Romanesa donava en les dues hores que emetia al llarg del període comunista.
Amb la caiguda del comunisme i la desaparició del PCR (22 de desembre de 1989) la Sala va restar un temps inactiva, fins que el seu propietari, l'Estat Romanès, va intentar donar-li un altre ús, per així esborrar la imatge que tenien els romanesos d'aquest recinte. Així es va constituir un organisme per gestionar aquesta sala (així com altres edificis i sales d'aquestes característiques). Ençà l'any 1990 la Sala Palatului ha estat la seu del Congrés Mundial sobre la Població i el Congrés Mundial de l'Energia de les Nacions Unides, així com el Congrés Europeu de la Creu Roja. Actualment la Sala Palatului acull diverses conferències i concerts de música.